# Jānis Domburs
Jānis Domburs (* 15. Juni 1972 in Riga) ist ein lettischer Journalist und Fernsehmoderator.

## Biographie
Jānis Domburs studierte an der Universität Lettlands, schloss sein Studium aber nicht ab. Seit den Umwälzungen in Lettland 1990 betätigt er sich journalistisch. Er arbeitete zunächst für die Zeitungen "Atmoda", "Latvijas Jaunatne", "Baltijas kurss" und für das Programm von Radio Free Europe.  Er gründete 1994 ein unabhängiges Informationsorgan "Neatkarīgās informācijas un pētniecības birojs", das investigativen Journalismus betrieb und das er bis 2001 leitete.
1998 veröffentlichte Domburs mit Inese Voika das Enthüllungsbuch "Kurš nozaga trīs miljonus?" (Wer stahl drei Millionen?), das sich mit Finanztransfers um die zusammengebrochene Banka Baltija und das privatisierte Unternehmen Latvenergo beschäftigte.
In dieser Zeit begann er seine Arbeit bei Latvijas Televīzija, wo er die Sendungen "Deviņdesmitie" und "Krustpunkti" leitete. Daneben arbeitete er als freier Korrespondent für die Zeitung "Diena".
Breitere Aufmerksamkeit erwarb sich Jānis Domburs 2001 mit der Fernseh-Sendung "Kas notiek Latvijā?" (Was geschieht in Lettland?). Das Magazin analysiert das politische und wirtschaftliche Geschehen in Lettland und hat sich zu einer der  einflussreichsten Sendungen des Landes entwickelt. Domburs führte in der Sendung Interview mit nahezu allen bekannten Politikern durch. Des Öfteren moderierte Jānis Domburs die politischen Fernsehdebatten in Wahlkämpfen.
Für seine Tätigkeit erhielt Domburs mehrfach Auszeichnungen der nationalen Radio und TV-Sender Nacionālās sowie der Presse.
Die Zeitschrift  "Rīgas Viļņi" zeichnete Jānis Domburs und seine Sendung "Kas notiek Latvijā?" 2007 mit dem nationalen Fernsehpreis "Zelta vilnis" aus.
Domburs beteiligt sich auch außerhalb seiner journalistischen Tätigkeit an den politischen Prozessen in Lettland, so an den Protestaktionen im Rahmen der sogenannten Regenschirm-Revolution 2007. Er war niemals Mitglied einer politischen Partei und ist unverheiratet.

## Schriften
- Jānis Domburs, Inese Voika: Kurš nozaga trīs miljonus? Žurnālistiskā izmeklēšana par Bankas Baltija, Latvenergo un lihtenšteiniešu cesijas afēru. Neatkarīgās informācijas un pētniecības birojs, Riga 1990, ISBN 9984-19-039-0.